# Comté de Brantley
Pour les articles homonymes, voir Brantley.
Le comté de Brantley est un comté de Géorgie, aux États-Unis.

## Démographie
| 1930  | 1940  | 1950  | 1960  | 1970  | 1980  |
| ----- | ----- | ----- | ----- | ----- | ----- |
| 6 895 | 6 871 | 6 387 | 5 891 | 5 940 | 8 701 |

| 1990   | 2000   | 2010   | - | - | - |
| ------ | ------ | ------ | - | - | - |
| 11 077 | 14 629 | 18 411 | - | - | - |